# Орион (сазвежђе)
Орион, митски ловац из грчке митологије, је сазвежђе које се налази на тзв. небеском екватору због чега се види на целој земаљској кугли. Због свог карактеристичног облика, сјајних звезда које га сачињавају и видљивости на скоро целој планети (између 85 сгш. и 75 јгш.) сматра се једним од најпознатијих и најмаркантнијих сазвежђа. Његов најкарактеристичнији део сачињава тзв. Орионов појас (три сјајне звезде у истој линији) са мачем. На северној хемисфери Орион је сазвежђе зимског неба, видљиво током јесени и зиме. Три сјајне звезде који чине појас често се називају Три Краља по личностима из Библије, а у српском говорном подручју су познате као Косци, јер косачи косе у истој линији као што су распоређене и ове звезде.

## Историја и митологија
Најранији познати приказ повезан са сазвежђем Ориона је праисторијска (орињачка) резбарија у мамутској слоновачи пронађена у пећини у долини Ах у западној Немачкој 1979. године. Археолози процењују да је стара 32.000 до 38.000 година. Карактеристични образац Ориона препознат је у бројним културама широм света и многи митови су повезани са њим. Орион се користи као симбол у савременом свету.

### Древни Блиски исток
Вавилонски каталози звезда из позног бронзаног доба називају Орион , „Небески пастир“ или „Прави пастир од Ануа“ - Ану је главни бог небеских царстава. Вавилонско сазвежђе је свето за Папшукала и Ниншубура, обојица су малолетни богови који испуњавају улогу 'гласника богова'. Папшукал је уско повезан са ликом ходајуће птице на вавилонском граничном камењу, а на звезданој мапи лик петла налази се испод и иза лика Истинског пастира - обе констелације представљају гласника богова, у његовој птичјој и људској форми.
У древном Египту, звезде Ориона сматрале су се богом, званим Сах. Пошто се Орион уздиже испред Сиријуса, звезде чије је хелијакално појављивање било основа за соларног египатског календара, Сах је био уско повезан са Сопдет, богињом која је персонификовала Сиријус. Сматра се да је бог Сопду син Саха и Сопдета. Сах је синкретизован са Озирисом, док је Сопдет синкретизован са Озирисовом митолошком супругом Изидом. У текстовима пирамида, од 24. и 23. века пре нове ере, Сах је један од многих богова чију форму се каже да попримају мртви фараони у загробном животу.
Јермени су свог легендарног патријарха и оснивача Хаика поистоветили са Орионом. Хаик је такође име сазвежђа Орион у јерменском преводу Библије.

## Најсјајније звезде у сазвежђу
- Меиса (λ Ori) чини Орионову главу
- Бетелгез (α Ori) чини десно раме
- Белатрикс (γ Ori) чини лево раме
- Алнитак (ζ Ori) чини источни крај појаса
- Алнилам (ε Ori) чини средиште појаса
- Минтака (δ Ori) чини западни крај појаса
- Ета Орионис (η )
- Саиф (κ Ori) чини десно стопало
- Ригел  (β Ori) чини лево стопало
- Хатсја (ι Ori) чини врх мача

Ригел (β Orionis) - Ово је плава звезда супергигант типа Б и шеста је најсјајнија звезда на ноћном небу. Слично као и Бетелгез, Ригел је настао спајањем тешких елемената и неће проћи много док не нестати, било урушавањем у случају супернове, или просипањем својих спољних слојева чиме би се претворила у белог патуљка. Ова звезда чини у митологији тзв. „лево стопало ловца”.
Бетелгез (α Orionis) - Ово је велика црвена звезда типа М, као супердив који се ближи крају свог живота и која би могла постати супернова. То је осма од најсјајнијих звезда на ноћном небу. Када нестане из неба, ово сазвежђе није видљиво дању у сумрак. Ова звезда чини тзв. митско „десно раме ловца” (као да је „ловац” окренут према проматрачу). Бетелгез је стар око 9 милиона година, а удаљен је од нас око 600 (између 500 и 700) светлосних година. Ова се звезда налази релативно „близу”, удаљена је око 450 светлосних година од Земље. Кад дође до супернове, Бетелгез би могао током неколико недеља или чак месеци снажно засјати на небу и, као што је већ поменуто, можда чак засенити и сјај Месеца. Срећом по нас, налазимо се изван „зоне смрти” која се простире унутар 50 светлосних година од експлозије те до нас неће стићи никаква количина смртоносног зрачења. Супернова Бетелгез би у том случају једноставно била научно занимљив догађај и изузетно фасцинантан небески спектакл.
Белатрикс (γ Orionis) позната је на Западу и као „Амазонска звезда”. То је 22. најсјајнија звезда на ноћном небу. Белатрикс је плави див типа Б, премда је премале величине да би експлодирала као супернова. Белатрикс у сазвежђу Орион чини митско „лево раме ловца”.
Минтака (δ Orionis) - Једна је од јачих звезда из Орионовог појаса: Минтака је најзападнија од три звезде из Орионовог појаса. То је систем од више звезда, састављен од великога плавог дива Б више масивних белих звезда О-типа.
Алнилам (ε Orionis) - Средња од три звезде у Орионовом појасу, између Минтаке и Алнитаке. Алнилам је модри супергигант типа Б. Иако је двапут даља од нашег Сунца у односу на друге две звезде из Орионовог појаса Минтаку и Алнитак, једнако је сјајна звезда. Алнилам брзо губи масу као последица своје величине, те јој је до краја преостало још приближно око 4 милиона година.
Алнитак (ζ Orionis) - Најисточнија звезда у Орионовом појасу и чини његов источни руб. То је трострука звезда удаљена око 800 светлосних година од Сунца, с главном примарном звездом која је плави супергигант, са класом сјаја О на ноћном небу.
Саиф (κ Orionis) - Чини митску „десну ногу ловца”. По величини и удаљености је слична звезди Ригел, али је због даљине знатно блеђа. Као резултат површинске температуре око 26.000 °, већину своје светлости емитује у ултраљубичастом спектру.
Меиса (λ Orionis) - Трострука звезда која чини митску „главу ловца”.

## Орионова маглица
Месје 42 (М42 или НГЦ 1976) такође Орионова маглица је емисиона маглина у сазвежђу Орион. Налази се у Орионовом мачу, низу звезда постављених нормално на Орионов појас. Маглица је један од најфотографиранијих објеката на небу због своје изузетне лепоте и сјајности. М42 је такође и под будним оком астронома, јер се у њој одвијају процеси формирања звезда и планета.
Удаљена је приближно 1350 светлосних година. Део је већег Орионовог комплекса молекуларних облака. Заузима простор пречника приближно 24 светлосне године, а укупна јој је маса око 2000 пута већа од Сунчеве. Неправилног је облика, а делови маглине се крећу турбулентно, брзинама 10 до 50 km/s. У средишту маглине налази се скуп врло младих звезда Трапезна звезда. Сматра се да у целој маглини настаје око 700 звезда.

## Објекти дубоког свемира
Осим Орионове маглине, у Ориону се налазе тамна маглина Коњска глава (IC 434), Барнардова петља (Sh 2-276), емисионе маглине Де Мајранова маглина (M43), маглина Пламен (NGC 2024), NGC 2174, рефлексионе маглине , NGC 1999 и др.

## Митологија
Једна прича о Ориону говори нам о хвалисавости и њеним последицама. По њој је Орион био познати ловац који је пуно волео да се хвали. Тако се једног дана почео да се поистовећује с боговима и да тврди да га нити једна звер не може убити. Како би показала како хвалисавци пролазе, злобна је Хера послала малог шкорпиона да га убоде и отрује. Орион је запазио шкорпиона и смрвио га својом тољагом, али прекасно. Шкорпион га је успео убости, што је за великог ловца било кобно. Затим је Орион постављен заједно са шкорпионом на небески свод како би увек подсећао људе како пролазе они који превише хвале сами себе. Смртни су непријатељи постављени на различите стране неба, тако да када један залази, други излази и тако заувек лове један другога по ноћном небу.
Друга прича је тужнија и говори о несретној љубави и повређеном поносу. По њој се код Ориона, великог ловца, сина Посејдонова, заљубила Артемида, божица лова и Месеца, те због тога почела да запоставља свој посао расветљавања ноћи. Њеном брату Аполону, богу Сунца, то се није свиђало. Једног дана, када је опазио Ориона како плива на пучини, учинио је сунце тако сјајним да је Орион постао само нејасна мутна мрља на обзору. Тада је позвао своју сестру Артемиду и изазивао је како сигурно није довољно добар стрелац да погоди ону тамну мрљу на обзору. Артемида заслепљена љутњом и повређеног поноса, јер је сматрана најбољим стрелцем међу боговима, испалила стрелицу и погодила мрљу на обзору. Ориона је та стрелица убила и касније тог дана његово је тело испливало на обалу. Када је схватила што је учинила, Артемида се горко кајала и изгубила вољу за животом и било чиме живим. Од тада је, по причи, Месец хладан и беживотан. Као успомену на свог љубавника, којег је убила, Артемида је узела његово тело и поставила га на небо, означивши га веома сјајним звездама како би га свако могао јасно видети. Уз њега је поставила и његове ловачке псе – Великог и Малог пса (Canis Major и Canis Minor) да му праве друштво у вечности.